# Gulnäbbad nötväcka
Gulnäbbad nötväcka (Sitta solangiae) är en fågel i familjen nötväckor inom ordningen tättingar. Den förekommer lokalt i Vietnam, Laos och på ön Hainan i Kina. Arten tros minska i antal till följd av skogsavverkningar och listas som nära hotad av IUCN.

## Utseende
Gulnäbbad nötväcka är en 12,5–13,5 lång nötväcka med en karakteristisk gul näbb med svart spets. På huvudet syns även gult öga med gul ring runt, svart framhjässa och hon hanen svart streck bakom ögat, alltså inte som en mask som hos de flesta andra nötväckor. Ovansidan är violblå med violspetsade förlängda svartgrå övre stjärttäckare. På undersidan är den smutsvit på haka och strupe, ljusgrå på resten av undersidan.

## Utbredning och systematik
Gulnäbbad nötväcka är stannfågel lokalt i Laos, Vietnam och på kinesiska ön Hainan. Den delas in i tre underarter ned följande utbredning:
- Sitta solangiae solangiae – förekommer i norra Vietnam (Fan Si Pan Mountains)
- Sitta solangiae fortior – förekommer i södra Vietnam (Langbianplatån) och intilligande Laos (Bolavens Plateau)
- Sitta solangiae chienfengensis – förekommer på Hainan (södra Kina)

Populationen från Kon Tum-platån till Lo Xo-passet i norra Vietnam och intilliggande Laos är av okänd underart.

## Levnadssätt
Arten hittas i bergsbelägen städsegrön skog på mellan 1450 och 2500 meters höjd i Vietnam, på Hainan 800–1500 meter. Födan består av insekter. Den ses enstaka eller i smågrupper, ofta i artblandade flockar. Adulta fåglar som matar ungar har noterats i mars och april, i övrigt saknas kunskap om dess häckningsbiologi.

## Status
Gulnäbbad nötväcka har en relativt liten och fläckvis utbredning och är i de flesta områden fåtalig eller lokalt förekommande. Den tros därför ha en rätt liten världspopulation. Sannolikt minskar den också i antal i vissa områden på grund av habitat förlust. Internationella naturvårdsunionen IUCN listar därför arten som nära hotad.

## Namn
Fågelns vetenskapliga artnamn hedrar Solange de la Rochefoucauld (1894–1955), gift med franske insamlaren av specimen Paul Jérome Michel Joachim Napoléon prins av Murat (1893–1964).